# Parkgräsmossa
Parkgräsmossa (Sciuro-hypnum populeum) är en bladmossart som först beskrevs av Johann Hedwig, och fick sitt nu gällande namn av Mikhail Stanislavovich Ignatov och Huttunen. Parkgräsmossa ingår i släktet nordgräsmossor, och familjen Brachytheciaceae. Arten är reproducerande i Sverige.